# Maria Clara Correia Alves
Maria Clara Correia Alves (Nossa Senhora do Bispo, Montemor-o-Novo, 3 de maio de 1869 — São Jorge de Arroios, Lisboa, 2 de fevereiro de 1948) foi uma autora, professora, editora, jornalista, maçon, livre-pensadora, activista republicana e sufragista portuguesa. Integrou as principais organizações feministas em Portugal, do início do século XX, tais como a Liga Republicana das Mulheres Portuguesas e o Conselho Nacional das Mulheres Portuguesas, tendo exercido vários cargos como Secretária-Geral, Secretária-Geral do Exterior, Vice-Presidente, Presidente da Secção Jornalística ou ainda como editora do "Boletim Oficial do Conselho Nacional das Mulheres Portuguesas" (1914-1916) e da revista "Alma Feminina" (1917-1919).

## Biografia
Maria Clara Correia nasceu na freguesia de Nossa Senhora do Bispo, em Montemor-o-Novo, distrito de Évora, a 3 de maio de 1869, filha do lojista e proprietário João António Correia e de sua mulher, Clara Rita Spínola, doméstica, ambos naturais da mesma freguesia. Sobre os seus primeiros anos de vida e seio familiar, sabe-se que descendia de famílias republicanas do Alentejo, tendo dois irmãos e uma irmã. Ainda jovem, fixa-se em Lisboa com a sua família.
Casa-se com apenas 16 anos, a 25 de janeiro de 1886, na Igreja de Santa Catarina, em Lisboa, com o despachante alfandegário Maurício da Luz Alves, de 23 anos, natural de Lisboa, freguesia do Socorro, filho de Maurício Alves e de sua mulher, Libânia Amália. À época, residia no número 1 da Travessa do Poço dos Negros, na freguesia de Santa Catarina. Pouco depois, fixa-se no número 53 da Rua do Poço dos Negros, onde começou a trabalhar como professora de ensino feminino.
Integra o núcleo de oradores da sessão do Grémio Lusitano, em honra do Governo Provisório da República e da promulgação da Lei do Registo Civil obrigatório, tendo abordado o "papel da mulher na família, agradecendo ao sr. dr. Afonso Costa tudo quanto tem feito a favor do seu sexo". Realizada a 26 de março de 1911, é presidida por Magalhães Lima, Grão-Mestre da Maçonaria.
A 22 de fevereiro de 1913, o seu marido falece, aos 53 anos, vítima de angina de peito, no segundo andar do prédio com as letras M.C.S., da Rua da Cidade de Horta, na freguesia de São Jorge de Arroios, em Lisboa, onde residiam.
Anticlerical e de ideais feministas e republicanas, na primeira década do século XX, Maria Clara Correia Alves ingressou na Liga Republicana das Mulheres Portuguesas, onde conviveu e trabalhou com algumas das mais reconhecidas ativistas pelos direitos da mulher em Portugal, tais como Adelaide Cabete, Carolina Beatriz Ângelo, Maria Veleda, Angélica Viana Porto ou Ana de Castro Osório.
Após a implantação da República Portuguesa, tornou-se numa das primeiras defensoras da secularização da educação em Portugal, participou em várias petições e acções para reivindicar o direito ao voto e ao divórcio, iniciou-se na Maçonaria, nomeadamente na Loja Humanidade do Grande Oriente Lusitano, e, em 1913, participou no 17º Congresso Internacional de Livre Pensamento, onde discursou sobre o tema La Libre Pensée et L'Emancipacion de la Femme (O pensamento livre e a emancipação das mulheres), dando ênfase à importância da educação para ambos os sexos de forma a se obter uma sociedade justa e igualitária, e aderiu à então recém-criada Federação Portuguesa do Livre Pensamento, onde se cruzou com Teófilo Braga, Heliodoro Salgado, Francisco José Teixeira Bastos, Deolinda Lopes Vieira e Ana Augusta de Castilho.
Um ano depois, foi uma das sócias fundadoras a aderir ao Conselho Nacional das Mulheres Portuguesas, onde desempenhou o cargo de Secretária-Geral do Conselho de 1914 a 1919, propondo ainda que fosse estabelecido como limite de período de mandato a duração de dois anos consecutivos e que as eleições passassem a ser anuais, de modo a possibilitar a renovação de ideias e novos rostos na organização. Durante o mesmo período, após a entrada de Portugal na Primeira Guerra Mundial, escreveu artigos e fez conferências onde se denotava o seu fervoroso patriotismo, aderiu à iniciativa de beneficência feminina e de esforço de guerra Cruzada das Mulheres Portuguesas, liderada pela Primeira-dama Elzira Dantas Machado, e foi a primeira editora-chefe do "Boletim Oficial do Conselho Nacional das Mulheres Portuguesas", até 1916, e da revista "Alma Feminina", até 1920, exercendo ainda como Presidente da Secção Jornalística no ano de 1919. Apesar dos prejuízos financeiros que se geraram devido à sua inicial distribuição gratuita, considerando a revista como um bem essencial para a divulgação da organização e das suas causas, tanto Maria Clara Correia Alves como Adelaide Cabete ofereceram-se para cobrir o défice que esta produziu nas contas da organização, possibilitando a continuação da sua publicação até 1946.
Assumindo pouco depois o cargo de Secretária-Geral do Exterior, em 1920, e de Vice-Presidente da organização, em 1921, o seu desempenho tornou-a numa das principais responsáveis por impulsionar a visibilidade do movimento além fronteiras, estabelecendo ligações entre a organização e algumas das figuras mais proeminentes do movimento feminista internacional, nomeadamente através da intensa correspondência que travou com o Conselho Nacional das Mulheres Francesas (Conseil National des Femmes Françaises) e as secretárias gerais Avril de Sainte-Croix e Alice Salomon do Conselho Internacional de Mulheres (International Council of Women), bem como com outras sufragistas inglesas e americanas, como Isabel Hamilton-Gordon, conhecida como Lady Aberdeen e esposa de John Hamilton-Gordon, ou Carrie Chapman Catt.
Em 1920, celebrando a presença da médica e activista feminista uruguaia Paulina Luisi em Lisboa, foram realizadas seis conferências, tendo Maria Clara Correia Alves participado e discursado na quinta sessão, sob a temática do "Luxo", realizada na Associação Comercial dos Lojistas de Lisboa.
Durante a década de 1930, Maria Clara Correia Alves trabalhou como directora da Biblioteca Municipal do 2.º Bairro de Lisboa, continuou a discursar em conferências e publicou diversos artigos e textos, colaborando com várias revistas e periódicos, como Pensamento, A Comarca de Arganil ou A Luz, utilizando ocasionalmente o pseudónimo Izabel de Malta, enquanto escrevia sobre o feminismo e as suas batalhas e várias reformas que pugnava em serem aplicadas no sistema de educação português.
Maria Clara Correia Alves falece aos 78 anos, vítima de broncopneumonia, na sua última morada, o primeiro andar esquerdo do número 139 da Avenida Almirante Reis, na freguesia de São Jorge de Arroios, em Lisboa, a 2 de fevereiro de 1948. Encontra-se sepultada no Cemitério do Alto de São João, na mesma cidade.